# Musa Murtazaliyev
Musa Murtazaliyev –en ruso, Муса Муртазалиев– (26 de mayo de 1988) es un deportista armenio de origen daguestano que compite en lucha libre. Ganó tres medallas en el Campeonato Europeo de Lucha entre los años 2011 y 2014.

## Palmarés internacional
| Campeonato Europeo | Campeonato Europeo  | Campeonato Europeo | Campeonato Europeo |
| Año                | Lugar               | Medalla            | Categoría          |
| ------------------ | ------------------- | ------------------ | ------------------ |
| 2011               | Dortmund (Alemania) | Medalla de plata   | 74 kg              |
| 2013               | Tiflis (Georgia)    | Medalla de plata   | 84 kg              |
| 2014               | Vantaa (Finlandia)  | Medalla de bronce  | 86 kg              |